# Ballesteros (Cuenca)
Ballesteros es una localidad española ubicada en el término municipal de Villar de Olalla, perteneciente a la provincia de Cuenca, en la comunidad autónoma de Castilla-La Mancha.

## Historia
A mediados del siglo XIX, el lugar, perteneciente ya por entonces a Villar de Olalla, tenía contabilizada una población de 39 habitantes. La localidad aparece descrita en el tercer volumen del Diccionario geográfico-estadístico-histórico de España y sus posesiones de Ultramar de Pascual Madoz de la siguiente manera:

BALLESTEROS: l. de la prov., dióc. y part. jud. de Cuenca (2 leg.), ayunt. y felig. de Villar de Olalla; su gobierno interior está á cargo de 1 alc. p.: sit. á la der. de un pequeño arroyo del cual se sacan algunas acequias y da impulso á 1 molino harinero; las enfermedades mas comunes, á pesar de la buena ventilacion que disfruta, son las tercianas producidas por unas lagunas que hay al E. en las que se cuece mucho cáñamo. Tiene 9 casas formando una calle: el agua para los usos domésticos es de un pozo dulce; confina con los térm. de Villar de Olalla, Arcas, Rondilla de Arcas y la Estrella: el terreno es flojo con poca piedra y de secano, hay 1 deh. para las bestias destinadas á la labor; prod.: trigo tranquillon, centeno, escaña y avena: cria ganado lanar y poco vacuno, caza de liebres, conejos y perdices; pobl.: 10 vec., 39 alm.; riqueza prod.: 220,400 rs.; imp. 11,020 rs.; importan los consumos 334 rs. 4 maravedis..
(Madoz, 1846, pp. 337-338)

En la actualidad no figura en el Nomenclátor del INE de población del padrón continuo por unidad poblacional. Hay una hospedería.